# 桂川力蔵 (昭和)
桂川 力蔵（かつらがわ りきぞう、1895年2月8日 - 1928年5月16日）は、京都府京都市上京区出身の元大相撲力士。本名は木村 勇三郎（きむら ゆうざぶろう）。

## 来歴
1895年2月8日に京都府で生まれる。やがて上京して雷部屋に入門し、鹿ヶ谷と名乗って1914年1月場所で初土俵を踏む。しかし序二段時代に部屋を脱走し、東京では1916年5月場所を最後に番付から姿を消す。その後は故郷・京都の近くを流れる川の名から「桂川」と改名し、1918年1月に三保ヶ関部屋（大阪相撲）から三段目力士として登場した。大阪では好成績を挙げ、1920年5月場所で新入幕、1921年1月場所では8勝2敗の成績で優勝掲額の栄誉を得た。大阪での最高位は西前頭筆頭だった。
1927年の東西合同に際して幕内に編入され、出羽方に所属して土俵に上がった。1928年1月場所では、当時新鋭でのちに横綱へ昇進する男女ノ川登三を破るなど8勝3敗の好成績を挙げたが、その後は病に侵されて同年3月場所は2敗9休に終わった。続く同年5月場所も体調が優れなかったものの、初日に能代潟錦作との対戦が決まったことで強行出場するが、大関の圧倒的な力の強い突き押しになすすべもなく敗れて翌日より休場、その直後に腸チフスを悪化させ、7日目にあたる同年5月16日に現役のまま逝去した。33歳没。東京での最高位は、その場所の西前頭5枚目だった。

## 主な成績
大坂相撲
- 幕内在位：13場所（興行中止の1場所を含む）
- 幕内成績：49勝44敗1預26休

東京相撲
- 幕内在位：7場所
- 幕内成績：22勝32敗34休[2]